# Tadžikistanski somoni
Tadžikistanski somoni, tadžikistanski: Сомонӣ  (ISO 4217: TJS) je valuta Tadžikistana. Dijeli se na 100 dirama.
Novac je dobio naziv po ocu Tažikistanske nacije Ismoilu Somoniju. Kao valuta koristi se od 2000. godine, a zamijenio je dotadašnji tadžikistanski rubalj, u omjeru 1000 rubalja za 1 somoni.
Kovanice i novčanice izdaje Narodna banka Tadžikistana i to u apoenima:
- kovanice: 5, 10, 20, 25, 50 dirama, 1, 3, 5 somonija
- novčanice: 1, 5, 20, 50 dirama, 1, 5, 10, 20, 50, 100 somonija

## Vanjskepoveznice
- Narodna banka Tadžikistana[neaktivna poveznica]